# نيكول آتكينز
نيكول أتكينز (بالإنجليزية: Nicole Atkins)‏ (ولدت في 1 أكتوبر 1978) هي مغنية وكاتبة أغاني أمريكية.تأثرت شديد التأثر (بالإنجليزية: crooner music)‏ التي تعود إلى الخمسينات من القرن العشرين وموسيقى (بالإنجليزية: psychedelia)‏ و السول من الستينات وطراز Brill Building في الكتابة. تمت مقارنة أتكينز مع روي أوربيسون والمطربين أخرين
.

## روابط خارجية
- نيكول آتكينز على موقع روتن توميتوز (الإنجليزية)
- نيكول آتكينز على موقع ميوزك برينز (الإنجليزية)
- نيكول آتكينز على موقع رولينغ ستون (الإنجليزية)
- نيكول آتكينز على موقع أول ميوزيك (الإنجليزية)
- نيكول آتكينز على موقع ديسكوغز (الإنجليزية)